# László Rudas
László Rudas (21 de febrero de 1885 - 29 de abril de 1950) fue un político y editor periodístico comunista húngaro que sobrevivió a la Gran Purga en la Unión Soviética para convertirse en director de la Escuela de Partido Central del Partido Comunista de Hungría.

## Biografía

### Antes de la Revolución de 1918
László Rudas nació en Sárvár, Hungría el 21 de febrero de 1885. Se unió al Partido Socialdemócrata de Hungría (PSD) en 1903 como estudiante universitario e identificado con el ala socialista revolucionario. Desde 1905 estuvo en la plantilla del Népszava (Voz del Pueblo), el órgano oficial del PSD húngaro.
A partir de la Revolución de octubre de 1918, Rudas consistentemente se mantuvo en el ala izquierda del PSD húngaro, votando con una minoría del Comité Central para condenar a la mayoría de los socialistas húngaros por su participación en el gobierno independiente húngaro de Mihály Károlyi. Mientras que la mayoría socialista de Hungría buscaba una Hungría independiente en la forma de una monarquía, la izquierda buscaba la insurrección que llevara al establecimiento de una república de trabajadores del tipo bolchevique, como la que se había constituido en la Rusia Soviética.
El 17 de noviembre de 1918, Rudas y su colaborador, János Hirrosik, celebraron una reunión con los 50 miembros del ala izquierda del PSD en la que denunciaron los compromisos alcanzados por los líderes de su partido y llamaban a la formación inmediata de una nueva organización política radical. Por lo tanto, una semana después, el 24 de noviembre, los miembros del PSD se encontraron en un apartamento privado de Buda y accedieron la petición de Béla Kun para el establecimiento del Partido Comunista de Hungría. Rudas formó parte del nuevo partido desde su concepción y fue uno de los 18 miembros de su primer Comité Central. También ejerció de editor en jefe en el periódico oficial del partido, Vörös Ujság ("Red Gazette").
Rudas fue el primer traductor de Estado y Revolución de Lenin al húngaro y también produjo un número de otras traducciones de literatura panfletística rusa.
Rudas fue designado delegado del partido húngaro en el Congreso Fundacional de la Internacional Comunista (Comintern) en marzo de 1919, pero fue incapaz de alcanzar Moscú hasta un mes después de que la reunión hubiera concluido. Rudas permaneció en Moscú varios meses, acudiendo a las reuniones del Comité Ejecutivo de la Internacional Comunista (CEIC). Viajaría entonces a Alemania y Austria, donde tomó parte en la política altamente faccionada del Partido Comunista húngaro. Durante la Revolución Húngara, Rudas permaneció con la extrema izquierda del gobierno revolucionario, urgiendo a la aplicación "fuerte e inmisericorde" de la dictadura del proletariado "hasta que la revolución mundial se difundiera por Europa," Fue considerado por el líder revolucionario Béla Kun como un consejero en asuntos ideológicos, juntamente con György Lukács.

### Tras la caída de la Revolución Húngara
Tras la caída del gobierno revolucionario húngaro, Rudas fue una de las 100.000 personas que emigraron del país, evitando el destino de muchos -se llevaron a cabo unas 5.000 ejecuciones y 75.000 encarcelamientos de revolucionarios participantes por parte de la dictadura de Miklós Horthy.
Rudas, quizás el más izquierdista, sacó una caonclusión radical de la caída del régimen de Kun, declarando en 1920 que "el error no residía en la unificación [de varios estratos del campo tras el gobierno revolucionario]. El error fue el abandono comunista de la lucha por cautivar a las masas." En el escenario político extremadamente faccionado tras las caída de la revolución, el duro Rudas era un oponente de József Pogány (John Pepper), considerado por el ala izquierda como un oportunista, mientras que el ala moderada veía a Rudas y a los suyos como peligrosos aventureros revolucionarios.
En marzo de 1922 Rudas regresó a Moscú para acudir a las reuniones del CEIC y su Presidium. Fue integrado en el aparato del Comintern, enseñando en Moscú en el Instituto de Profesores Rojos y más tarde en la Escuela Lenin del Comintern.
Durante la década de 1930, Rudas trabajó en el Instituto Marx-Engels-Lenin en Moscú y contribuyó frecuentemente en el periódico teórico Pod znamia Marksizma ("Bajo la Bandera del Marxismo"). Fue arrestado en 1938, durante los últimos días de la Gran Purga, pero fue liberado. Fue arrestado de nuevo en 1941 durante los primeros días de pánico por la invasión alemana, pero fue liberado otra vez, juntamente con Lukács, quien también había sido arrestado.
Tras el fin de la Segunda Guerra Mundial, Rudas regresó a Hungría, donde se convirtió en director de la Escuela del Partido Central del Partido Comunista de Hungría así como en miembro de la Academia de Ciencias de Hungría. También ejerció como miembro del parlamento desde 1948 a 1950.
Rudas fue una voz por una ortodoxia leal del partido, liderando la crítica a las ideas de Lukács en 1949.
László Rudas murió en Budapest el 29 de abril de 1950.

## Obras

### Libros y panfletos
- Dialectical Materialism and Communism. Londres: Labour Monthly, 1934. 2nd ed., 1935.

### Artículos
- "The Proletarian Revolution in Hungary," The Communist International, vol. 1, no. 1 (1 de mayo de 1919), p. 55.
- "The Meaning of Sidney Hook," The Communist, vol. 14, no. 4 (abril de 1935), pp. 326-349.

## Lectura adicional
- "Lazlo Rudas: An Obituary," Labour Monthly, vol. 32, no. 7 (julio de 1950), p. 325.

- Datos: Q834309
- Multimedia: László Rudas / Q834309